# シンガポール国立大学
シンガポール国立大学（シンガポールこくりつだいがく、英語: National University of Singapore、新加坡国立大学、略称：NUS）は、1905年に設立されたシンガポールの総合大学。ナンヤン理工大学(NTU)とともにシンガポールで双璧をなす名門大学であり、アジアNo.1の総合大学として優秀な人材を輩出している。
3つのキャンパスに16の学部・大学院を持ち、学生数は4万人を超す。設立当初から産官学との連携をベースにした学際的な研究に力を入れており、近年は海外15か国での提携プログラムなどを通じて世界100か国超から留学生を受け入れている。
近年は都市計画と環境保護、疫病の予防と治療、高齢化対策などの研究を積極的に拡充しているとされる。
世界大学ランキングは、大学評価機関クアクアレリ・シモンズ（QS）が世界総合で第8位・南西アジア地域で第1位（2024年）、タイムズ・ハイヤー・エデュケーション（THE）が世界総合で第19位、アジア全域で中国の清華大学・北京大学に次ぐ第3位となっている（2024年）。

## 概要
シンガポールの南西部、ケントリッジ(Kent Ridge)と呼ばれる丘の一帯にある。東南アジア諸国、中国、欧米やアフリカなどを含め、100ヶ国以上からの留学生を迎え、非常に国際色豊かな大学である。11の学部とスクール、研究所、図書館、学生寮、食堂、病院、プールなどのレクリエーション施設などの建物が、緑に囲まれた広大な敷地内に集まっている。2005年頃からキャンパスの改変と設備刷新を進め、2008年にはおよそ3万8,000m2のブキット・ティマ校舎に法学部ほか公共政策専門課程 Lee Kuan Yew School of Public Policy を移設した。
一般に卒業生はシンガポール政府など官僚、金融セクター、その他グローバル企業に就職する場合が多く、ビジネススクールでは統計を公開している。
ケントリッジにある本校舎へはアヤ・ラジャー・エキスプレスウェイ（AYE）9番出口から複数のキャンパスにアクセスできるほか、通学生は地下鉄とバスの公共交通を乗り継ぎ、学内を循環バスか自転車で移動する。大学は運動不足解消と気分転換になるとして移動に徒歩を勧め、構内の主な校舎を結ぶ屋根付きの歩道の整備を進める一方、教室間の移動に障がいのある学生を乗用車で送迎する登録制度を設けている。またブキットティマ校舎とは公共交通機関が利用できる。

## 理念
- Towards a Global Knowledge Enterprise
- Unrelenting pursuit of excellence in education, research and service

## 歴史
- 1905年　海峡植民地・マレー連合州政府医学校(Straits Settlements and Federated Malay States Government Medical School)の創設
- 1913年　キングエドワード7世医学校(King Edward VII Medical School)に改称
- 1921年　キングエドワード7世医科大学(King Edward VII College of Medicine)に改称
- 1928年　ラッフルズ大学(Raffles College)の創設
- 1949年　キングエドワード7世医科大学とラッフルズ大学の連合によりマラヤ大学(University of Malaya)の誕生
- 1955年　南洋大学(Nanyang University)の創設
- 1962年　マラヤ大学クアラルンプール分校との分離によりシンガポール大学(University of Singapore)の誕生
- 1980年　南洋大学とシンガポール大学の合併によりシンガポール国立大学の誕生
- 2013年　イェール大学と提携して、Yale-NUS Collegeをシンガポールに開校

## 学部・スクール

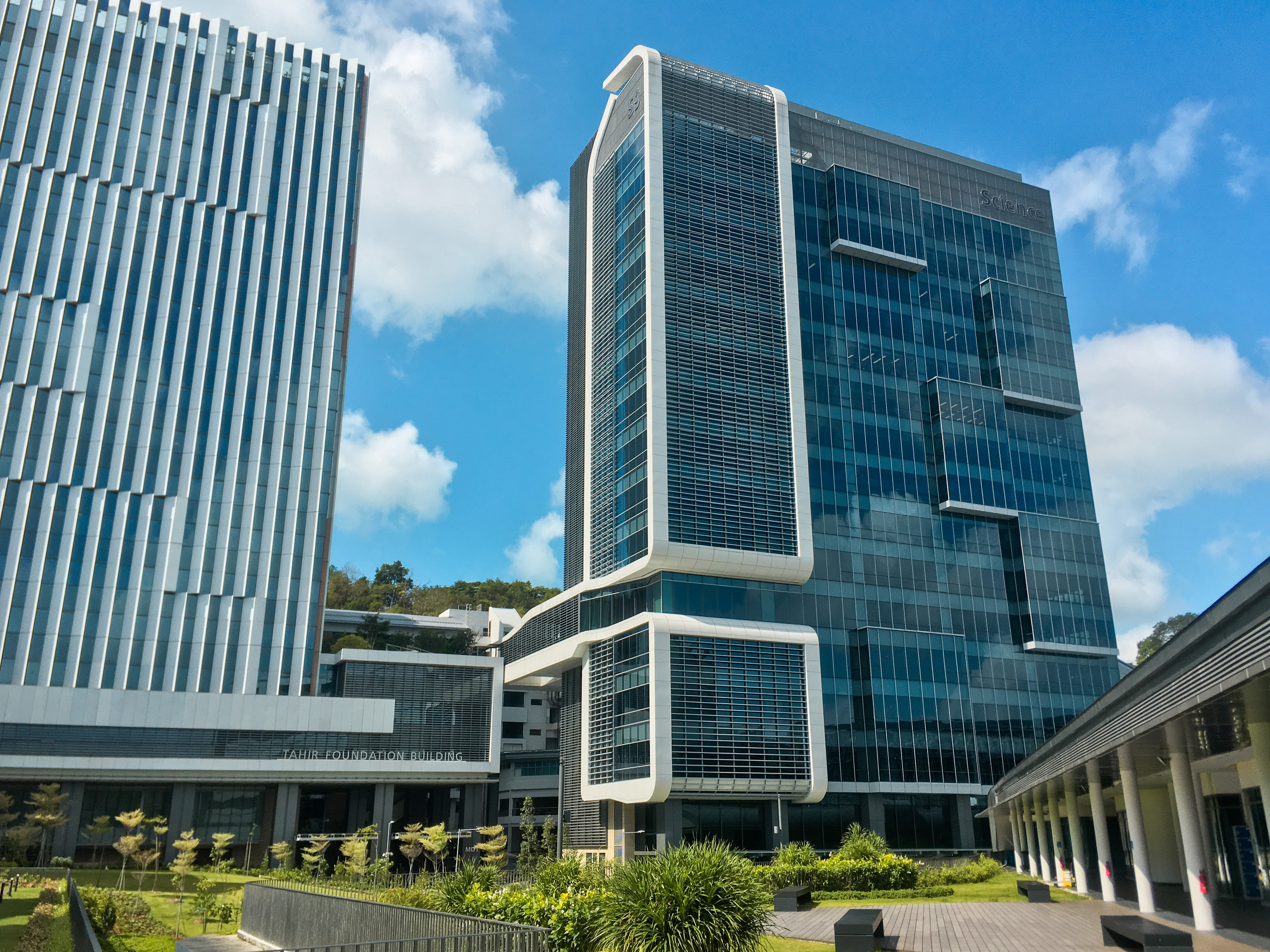
Faculty of Science (理学部)

- Faculty of Arts and Social Sciences （人文社会科学部）
- Business School （経営学部）
- School of Computing （コンピューター学部）
- Faculty of Dentistry （歯学部）
- School of Design and Environment （設計・環境学部）
- Faculty of Engineering （工学部）
- Faculty of Law （法学部）
- Yong Loo Lin School of Medicine （医学部）
- Yong Siew Toh Conservatory of Music （音楽学部）
- Saw Swee Hock School of Public Health（公衆衛生学部）
- Faculty of Science （理学部）
- Lee Kuan Yew School of Public Policy （公共政策大学院）
- NUS Graduate School for Integrative Sciences and Engineering（総合理工学大学院）
- Duke-NUS Graduate Medical School Singapore（医学大学院。デューク大学と共同で設置）

## 日本の学生交流協定校

### 大学レベル
- 東京大学
- 京都大学
- 大阪大学
- 東北大学
- 名古屋大学
- 九州大学
- 北海道大学
- 早稲田大学
- 慶應義塾大学
- 上智大学
- 立教大学
- 同志社大学
- 亜細亜大学

### 学部・大学院レベル
- リー・クアンユー公共政策大学院 (Lee Kuan Yew School of Public Policy)
  - 東京大学公共政策大学院
  - 一橋大学大学院国際企業戦略研究科
- 人文社会科学部 (Faculty of Arts and Social Sciences)
  - 東京大学教養学部
  - 東京外国語大学
  - 京都大学東南アジア研究センター大学院アジア・アフリカ地域研究研究科
- ヨン・ルー・リン医学部 (Yong Loo Lin School of Medicine)
  - 神戸大学医学部
  - 大阪医科大学
- 法学部 (Faculty of Law)
  - 九州大学
- 経営学部 ・NUSビジネススクール
  - 慶應義塾大学
  - 名古屋大学
  - 国際大学

## 海外大学院との提携関係
- Global Public Policy Network

アメリカのコロンビア大学、イギリスのロンドン・スクール・オブ・エコノミクス、フランスのパリ政治学院の三大学とともに、グローバル・パブリック・ポリシー・ネットワーク (GPPN)を形成している。これらの大学間では、行政修士 (MPA)のデュアル・ディグリー(ダブル・ディグリー）制度がある。

## 出身者

### 教員
- ハリマ・ヤコブ - 元総長、シンガポール第8代大統領、元シンガポール国会議長。
- タン・エン・チェ - 第5代学長、イェール大学PhD。
- サイモン・チェスターマン - 元法学部長、国際連合大学評議会元メンバー。
- アンドリュー・ローズ - NUSビジネススクール学部長。
- カンティ・バジパイ - NUSリー・クアンユー公共政策大学院副学長。
- 田村耕太郎 - NUSリー・クアンユー公共政策大学院兼任教授、参議院元議員。
- 濱下武志 - 人文社会科学部客員教授。東京大学名誉教授。
- 西原大輔 - 元助教授、東京外国語大学国際日本学研究院教授。
- 寺田貴 - 元人文社会科学部助教授、同志社大学法学部教授。
- 周虹 - 元講師、大阪工業大学工学部教授。

### 卒業者
- リー・クアンユー - シンガポール初代首相・建国の父、人民行動党(PAP)創設者。
- ゴー・チョクトン - シンガポール第2代首相・名誉上級相、シンガポール金融管理局（MAS）元会長。
- S・R・ナザン - シンガポール第6代大統領、元シンガポール駐米大使・シンガポール駐マレーシア高等弁務官。
- トニー・タン - シンガポール第7代大統領、シンガポール政府投資公社(GIC)元エグゼクティブディレクター。
- マハティール・ビン・モハマド - 第4・7代マレーシア首相、元統一マレー国民組織(UMNO)総裁。
- 陳馮富珍(Margaret Chan) - 第7代世界保健機関(WHO)事務局長。
- ワン・ガンウー（王賡武）- 元国際アジア歴史学者会議会長、オーストラリア国立大学(ANU)名誉教授。
- エイミー・コー - シンガポール首相府環境サステナビリティ省上級国務大臣。
- ジョセフィン・テオ - シンガポール首相府情報通信大臣兼第二内務大臣[15]。
- ヴィヴィアン・バラクリシュナン - シンガポール首相府外務大臣、元シンガポール総合病院(SGH)CEO。
- グレース・フー - シンガポール首相府大臣兼第二外務大臣兼第二環境・水資源大臣[16]。
- ジェネヴィーブ・ウー - CNA（メディアコープTV）ニュースキャスター。
- グレンダ・チョン - CNAニュースキャスター。
- 島田智明 - 大阪府河内長野市長
- 山口晋 - 衆議院議員、元内閣官房長官秘書官

NUSの著名な卒業生
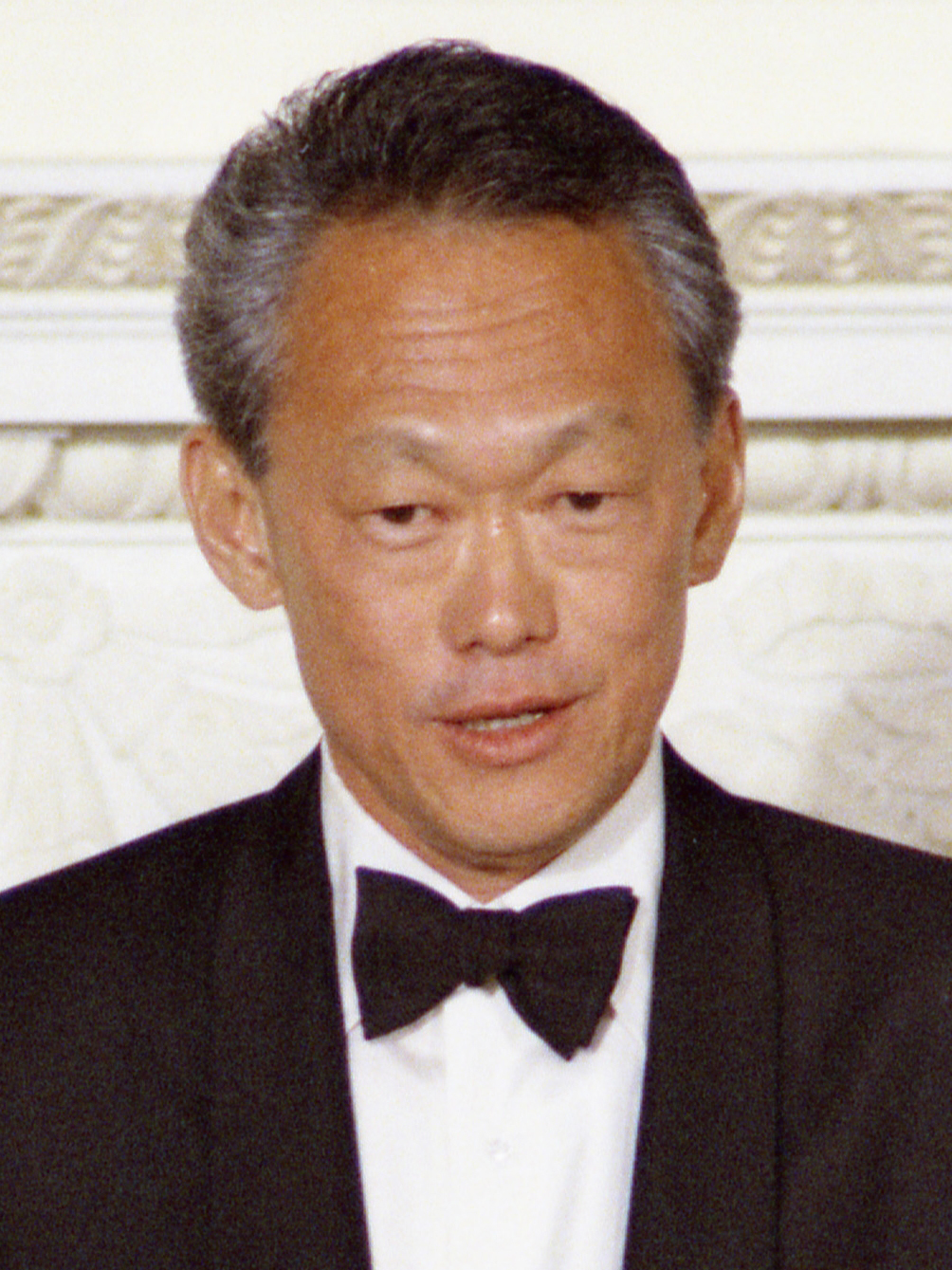
リー・クアンユー, 初代シンガポール首相
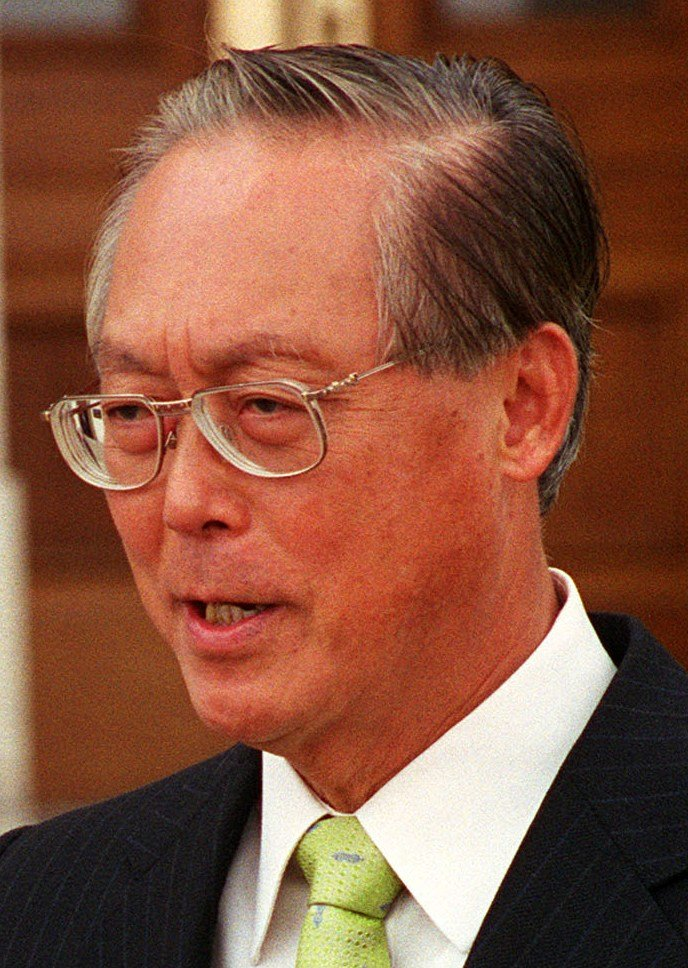
ゴー・チョクトン, 第2代シンガポール首相
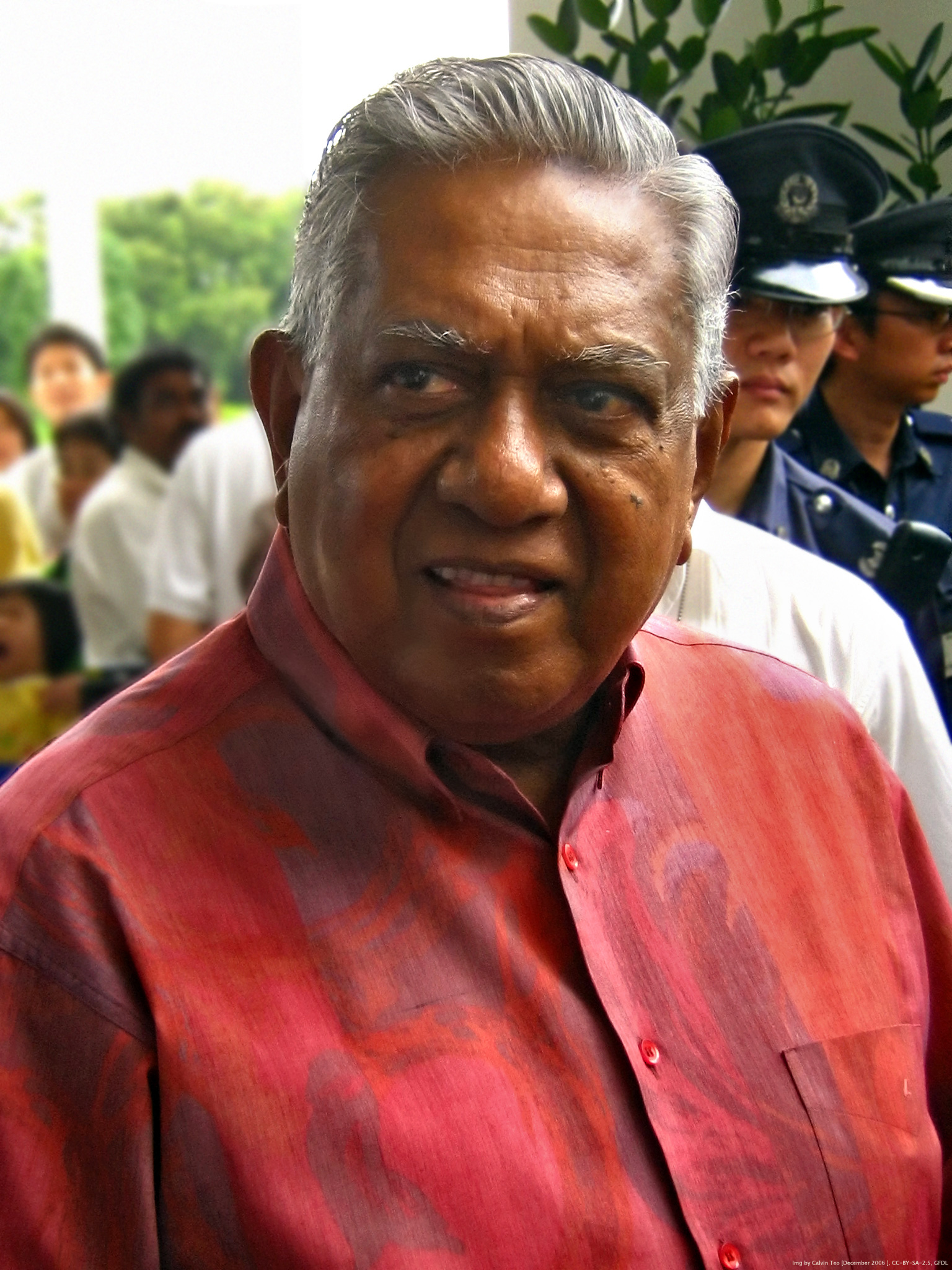
S・R・ナザン, 第6代シンガポール大統領
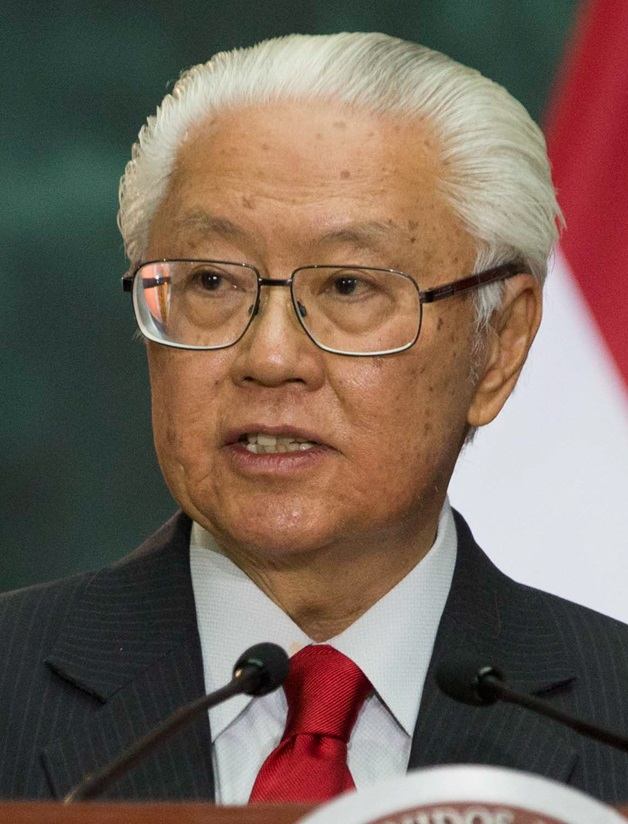
トニー・タン, 第7代シンガポール大統領
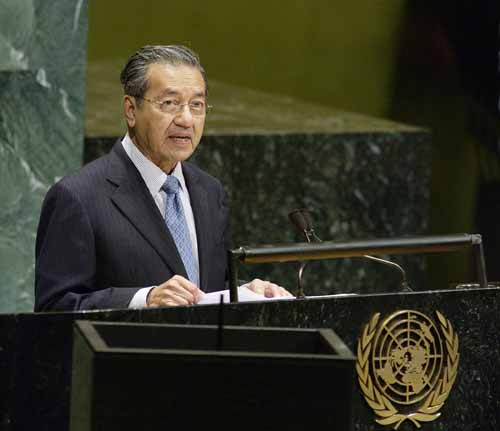
マハティール・ビン・モハマド, 第4･7代マレーシア首相
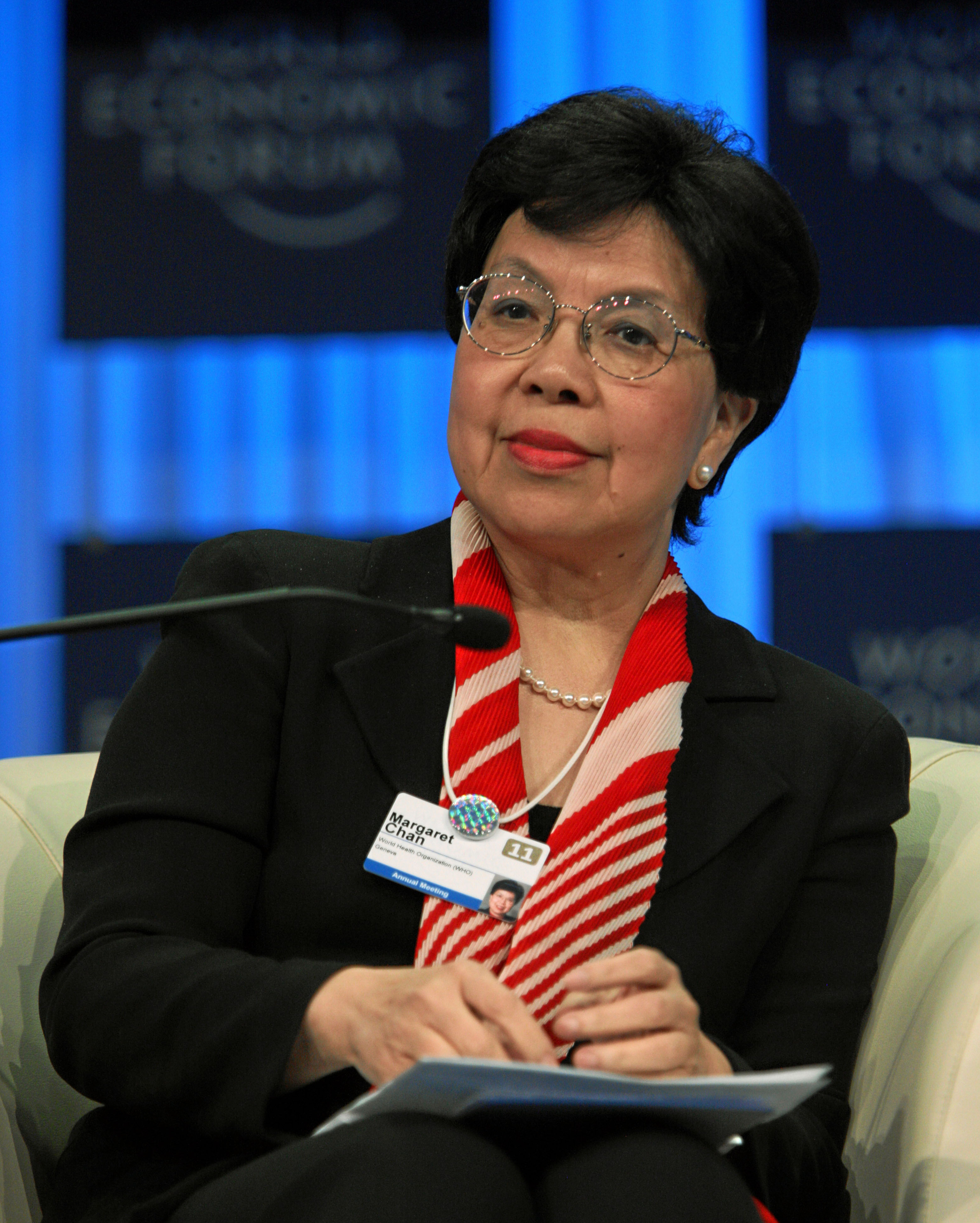
陳馮富珍, 第7代WHO事務局長
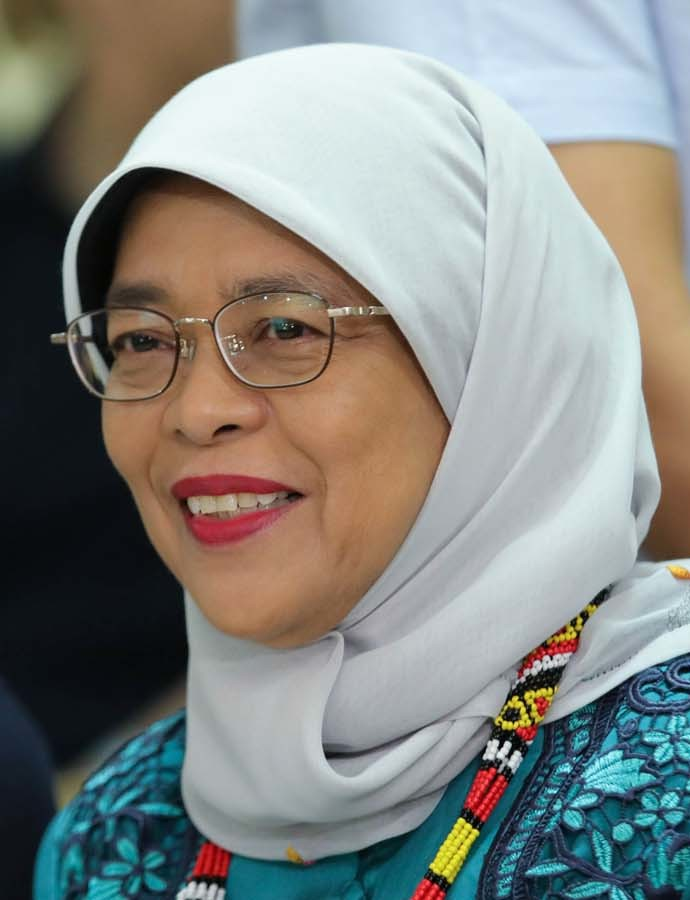
ハリマ・ヤコブ, 第8代シンガポール大統領
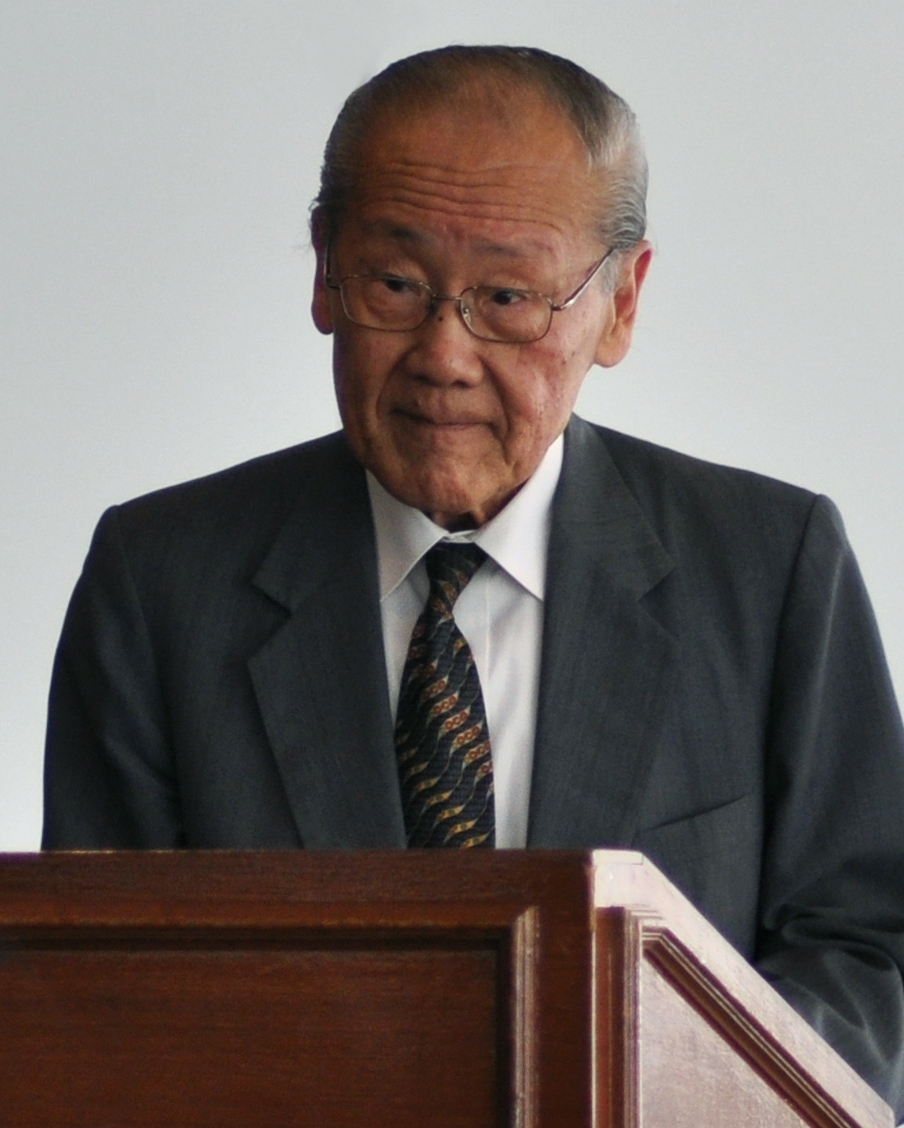
王賡武, 歴史家
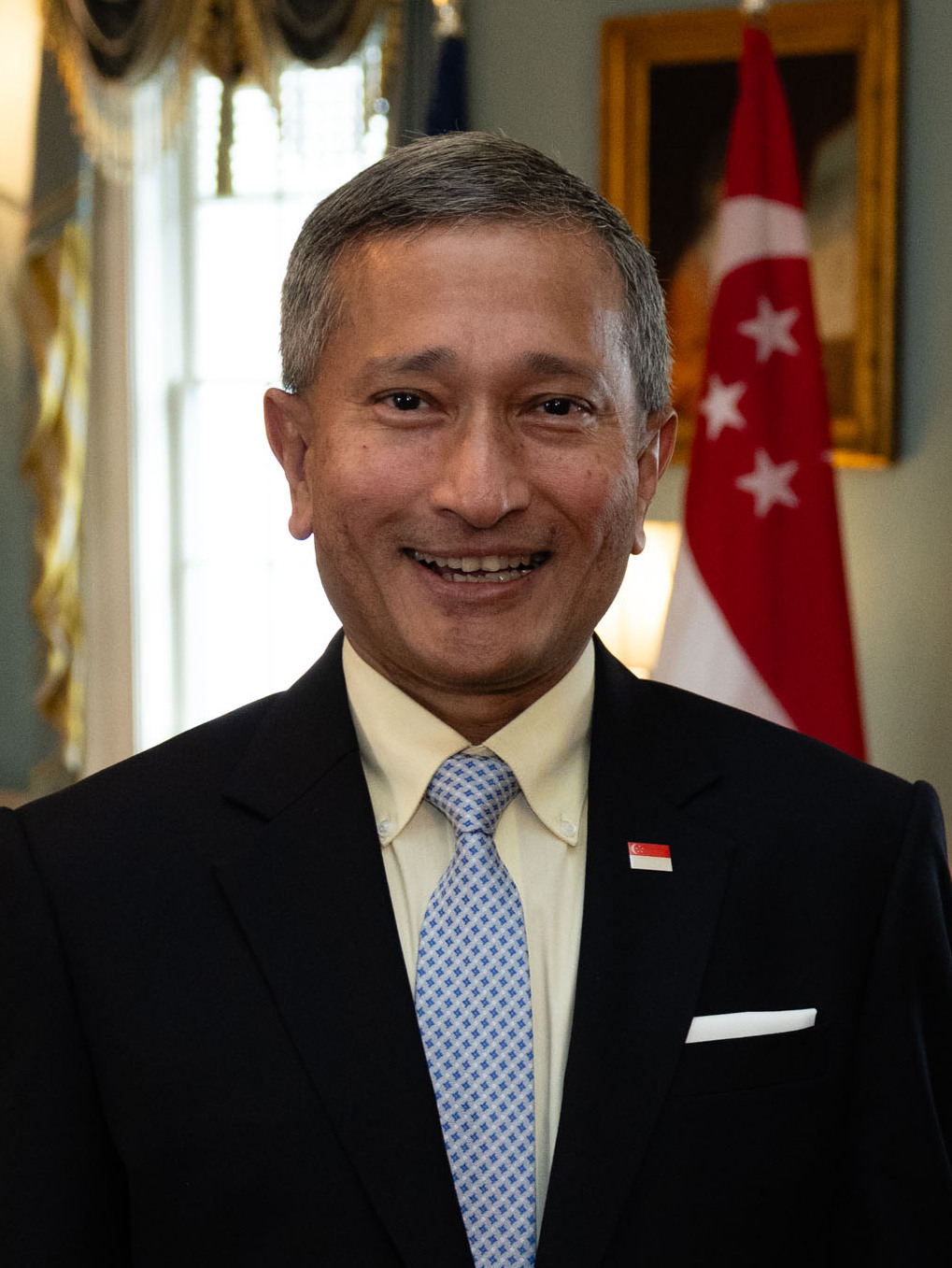
ヴィヴィアン・バラクリシュナン, シンガポール外務大臣

## 交通
- MRT（Mass Rapid Transit）クレメンティ駅から96番バス
- MRTブオナビスタ駅から95番バス